# Amauri
Amauri (eigentlich Amauri Carvalho de Oliveira; * 3. Juni 1980 in Carapicuíba) ist ein ehemaliger brasilianisch-italienischer Fußballspieler auf der Position des Stürmers.

## Vereinskarriere

### Anfänge
Amauri begann seine Karriere beim Santa Caterina Clube, mit dem er im Jahr 2000 am prestigereichen Torneo di Viareggio in Italien teilnahm. Dort sorgte der Brasilianer unter anderem mit zwei Toren gegen den FC Empoli für Aufsehen und zog das Interesse einiger italienischer Klubs auf sich. Im März 2000 wechselte Amauri zum Schweizer Klub AC Bellinzona in die damalige Nationalliga B, für den er wegen einer Knieverletzung aber nur zu fünf Einsätzen kam, in denen er ein Tor erzielte.

### Wechsel nach Italien
Im Januar 2001 wurde Amauri von der AC Parma in die italienische Serie A geholt. Hier kam er aber nie zum Einsatz, sondern wurde bis 2005 bei verschiedenen Vereinen "geparkt". Von Januar bis Juni 2001 war der Brasilianer an die SSC Neapel ausgeliehen, für den er am 14. April 2001 beim 1:0-Auswärtssieg gegen die AS Bari sein Serie-A-Debüt feierte. 2001/02 lief der Brasilianer für Piacenza Calcio in der Serie A auf, 2002/03 spielte er für den FC Messina in der Serie B, wo er sich einen Platz in der Stammformation erspielte und sich für die Serie A empfehlen konnte.

### Chievo Verona
2003 wechselte Amauri zu Chievo Verona, wo ihm der endgültige Durchbruch gelang. Im Sommer 2005 sicherte sich der veroneser Klub seine kompletten Transferrechte. In der Saison 2005/06 erzielte Amauri elf Tore in 37 Serie-A-Partien für Chievo.

### US Palermo
Zur Spielzeit 2006/07 wechselte der Brasilianer für ca. 8,5 Millionen Euro zur US Palermo, wo er besonders in der Saison 2007/08 mit 15 Treffern in 34 Partien aufhorchen ließ und das Interesse einiger der Großklubs auf sich zog.

### Juventus Turin
Am 30. Mai 2008 unterschrieb Amauri nach langen Verhandlungen einen Vierjahresvertrag beim italienischen Rekordmeister Juventus Turin. Als Teil des Transfers wechselte der Mittelfeldspieler Antonio Nocerino für 7,5 Millionen Euro von Juve zur US Palermo, die außerdem 22,8 Millionen Euro Ablöse erhielten. Sein Pflichtspieldebüt gab der Stürmer am 13. August 2008 im Champions-League-Qualifikationsspiel gegen Artmedia Bratislava.
Bei Juventus erarbeitete sich der Brasilianer, auch aufgrund der langen Verletzung von David Trezeguet, auf Anhieb einen Stammplatz.

### AC Florenz und FC Parma
Im Januar 2012 wechselte Amauri, nachdem er in den Planungen vom neuen Juventus-Trainer Antonio Conte schon länger keine Rolle mehr gespielt hatte, für 500.000 Euro zum AC Florenz. Nach einem halben Jahr in der Toskana schloss er sich im Juni 2012 dem Erstligakonkurrenten FC Parma (ehemals AC Parma) an.

### FC Turin
Zur Spielzeit 2014/15 wechselte Amauri zum FC Turin.

## Nationalmannschaft
Der gebürtige Brasilianer beantragte auf Grundlage seiner Ehe mit einer italienischstämmigen Brasilianerin die italienische Staatsangehörigkeit und beabsichtigte, für die italienische Nationalmannschaft zu spielen. Im Januar 2009 wurde Amauri von Dunga in den Kader der brasilianischen Nationalmannschaft für ein Freundschaftsspiel gegen Italien nominiert, Juventus Turin verweigerte ihm jedoch die Freigabe. Er erhielt die italienische Staatsbürgerschaft im April 2010.
Am 6. August 2010 wurde Amauri in das Aufgebot der italienischen A-Nationalmannschaft für das Länderspiel gegen die Elfenbeinküste am 10. August 2010 berufen. Dabei stand der Angreifer in der Startformation der Squadra Azzurra.